# Cataspilates zolessii
Cataspilates zolessii là một loài bướm đêm trong họ Geometridae.